# Ananteris solimariae
Ananteris solimariae es una especie de escorpión del género Ananteris, familia Buthidae. Fue descrita científicamente por Botero-Trujillo & Flórez D en 2011.
Habita en Colombia.